# Amblainville
Amblainville é uma comuna francesa na região administrativa de Altos da França, no departamento de Oise. Estende-se por uma área de 20,98 km². Em 2010 a comuna tinha 1 765 habitantes (densidade: 84,1 hab./km²).